# Eparchia di Vidin
L'eparchia di Vidin (in bulgaro: Видинска епархия) è un'eparchia della chiesa ortodossa bulgara con sede nella città di Vidin, in Bulgaria, presso la cattedrale di San Demetrio. L'eparchia conta 45 chiese e 9 monasteri ed è divisa in cinque vicariati: Vidin, Lom, Berkovica, Kula e Belogradchik.